# Sous-district d'Andingmen
Le sous-district d'Andingmen (chinois : 安定门街道 ; pinyin : Āndìngmén jiēdào) est une subdivision du district de Dongcheng, dans le centre de Pékin, en Chine.
Le sous-district accueille notamment la tour du tambour, la tour de la cloche, le temple de Confucius et l'Académie impériale.

## Communautés résidentielles
Le sous-district d'Andingmen est divisé en neuf communautés résidentielles (chinois : 社区 ; pinyin : shèqū).
| Nom            | Chinois      | Pinyin               | Population | Superficie (km²) |
| -------------- | ------------ | -------------------- | ---------- | ---------------- |
| Jiaobeitoutiao | 交北头条社区 | Jiāoběitóutiáo shèqū |            |                  |
| Beiluoguxiang  | 北锣鼓巷社区 | Běiluógǔxiàng shèqū  |            |                  |
| Guozijian      | 国子监社区   | Guózijiàn shèqū      |            |                  |
| Zhonglouwan    | 钟楼湾社区   | Zhōnglóuwān shèqū    |            |                  |
| Baochaonan     | 宝钞南社区   | Bǎochāonán shèqū     |            |                  |
| Wudaoying      | 五道营社区   | Wǔdàoyíng shèqū      |            |                  |
| Fensiting      | 分司厅社区   | Fēnsītīng shèqū      |            |                  |
| Guowang        | 国旺社区     | Guówàng shèqū        |            |                  |
| Huayuan        | 花园社区     | Huāyuán shèqū        |            |                  |
|                |              | Total                | 44 358     | 1,76             |